# 捕食

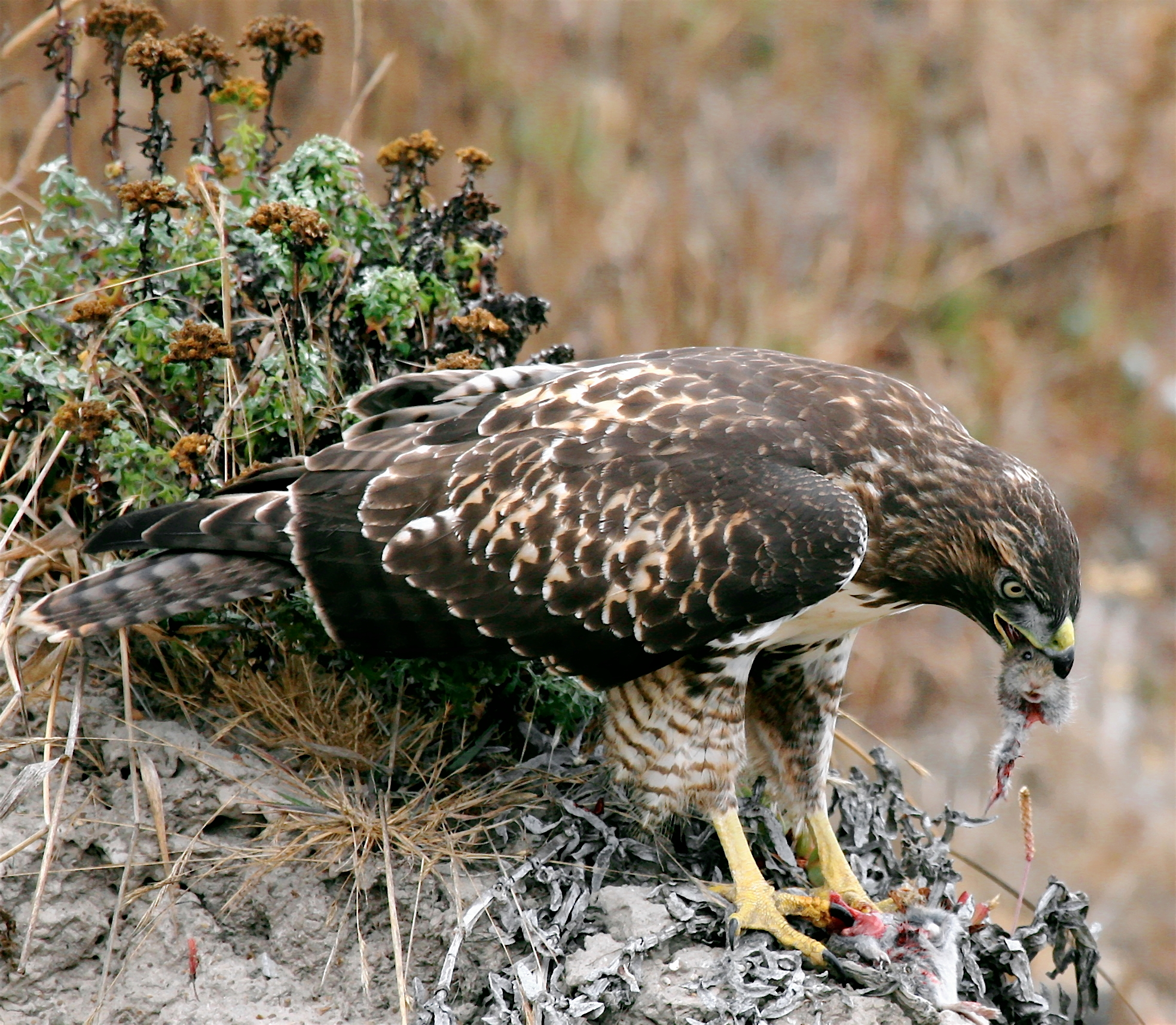
一隻捕食田鼠的紅尾鵟。

捕食，或稱獵食或掠食，是生態學中一種生物互動方式。捕食者會捕捉其他的动物并进食其躯体部位消化成自身可用的营养和能量，而被捕食的目标則稱為獵物。经常捕食某种猎物的捕食者被称为这种猎物的天敌。
弱肉强食是生态环境里的常见的物种竞争方式，许多捕食者自己也会成为其它更大更强的生物所捕食的猎物，形成一条多环节相互依次捕食的食物链。而处于生态塔最顶端的捕食者称为顶级掠食者或超级掠食者，通常是体型最大、体能最强、习性最凶猛的食肉动物。虽然捕食通常都是暴力的，但在進食或行動的過程裡，捕食者不一定會马上殺死牠們的獵物。
此外生態學上還有另一類稱為食腐動物的異營生物，以死亡动物殘留下來的有機物質為食，扮演“清除者”的角色。因为食腐获得的营养和能量并非通过自身捕杀活物得到，所以并不算是捕食，而是一种投机性的牧食。不過许多捕食者在食源没有保障的情况下也会用食腐度日。有時候捕食與食腐兩種行為並不容易完全地分開，舉例而言，某些寄生性物種會捕食寄主，並在其身上下蛋，讓後代能以腐爛的寄主屍體為食。捕食行為的關鍵特徵在於捕食者對獵物族群有直接影響，而食腐行為則單純只吃身邊可食的已死對象，且對「供給」食物的個體沒有直接影響。

## 捕食者分類
各類捕食行為所擁有的共同特徵，在於捕食者會降低獵物的生殖成就，也就是能減少獵物的生存或繁殖機會。下列的分類依據包括營養級、食性、特化程度，以及捕食者與獵物的互動方式等。

### 依策略分类

#### 伏击捕食

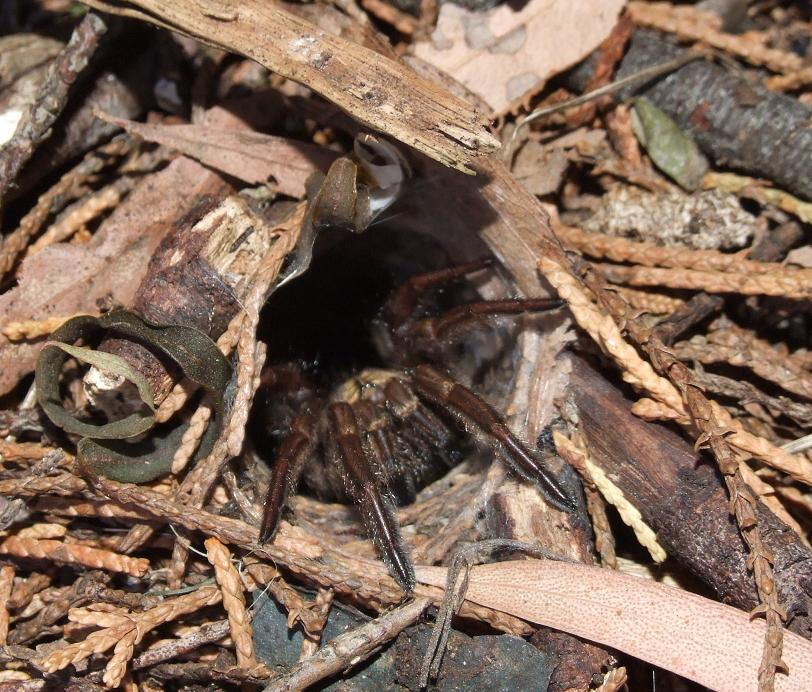
一只悉尼棕色暗门蛛（Arbanitis rapax）隐藏在洞穴内等待猎物

伏击捕食者通常利用伪装（迷彩和拟态）和隐蔽性（利用低光环境、或藏于周边的洞穴、植被和水体内）来缩短与猎物之间的距离（被动等待猎物靠近、用诱饵吸引猎物、或悄悄主动靠近猎物），然后出其不意的突然发动爆发式攻击在短时间内擒杀目标。绝大多数肉食性的无脊椎动物（包括螳螂、蜘蛛、蝎子、有爪动物、虾蛄、博比特虫、水母等）都是伏击捕食者 ，而脊椎动物中部分鱼类（比如扁鲨、狗鱼、梭鱼、鳗鱼、鮟鱇和拟蟾鱼等）、蛙类、爬行动物（鳄类、蛇类、一些蜥蜴等）以及一些陆生哺乳动物（比如大部分猫科动物和熊类）也都采用伏击捕食。大部分伏击捕食者是单独行动的投机主义者，其中一些有较强的领地意识。

#### 截击捕食

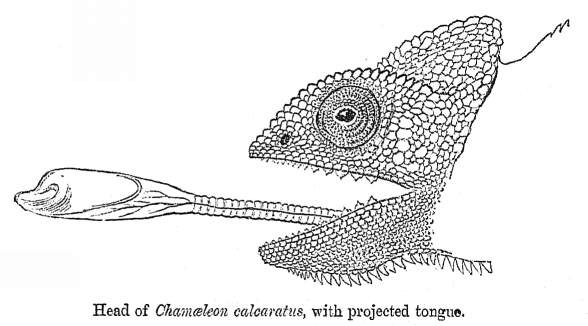
变色龙使用弹出的舌头攻击猎物

截击捕食者与伏击捕食者有些相似，都喜欢静静等待猎物出现。但与伏击捕食者不同的是，截击捕食者会短时间观察猎物的动态并预测其活动路线，估算出一个进行轨迹拦截的最佳方案，然后依此截杀目标。因为捕食者需要预先花费时间进行谋划，猎物往往也有机会发现危险并寻机逃跑，比如一些蛙类就会等待蛇类开始攻击的时候才开始横向移动，让天敌没有时间重新调整进攻路线。比较出名的截击捕食者包括蜻蜓、豆娘、射水鱼（喷射水柱）、变色龙（弹出舌头）和一些游蛇。
晚期和现代人类猎手通常使用远射武器（枪械、弓弩、弹弓，机弦、标枪等）捕杀猎物，因此也可以算是一种截击捕食者。

#### 追击捕食

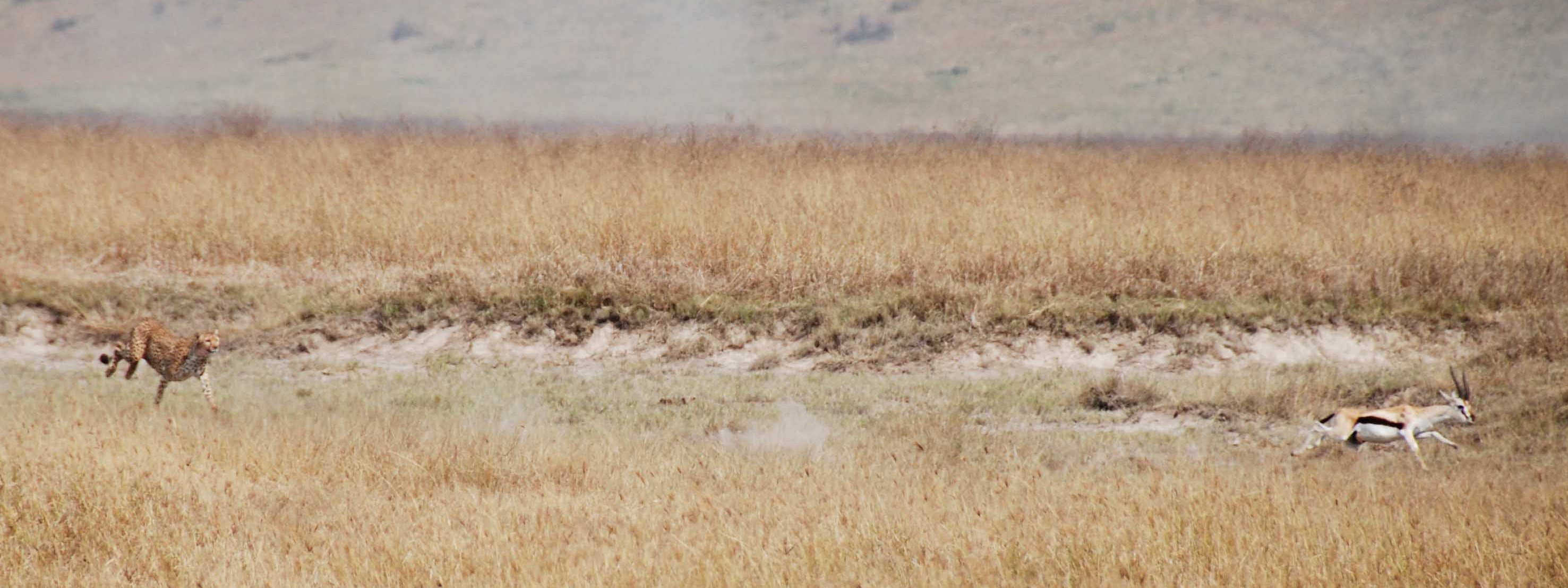
猎豹追击汤氏瞪羚

追击捕食者会主动对猎物进行追逐，主要依赖速度和耐力强行缩短与目标之间的距离并将其擒杀。如果猎物做出躲闪动作，捕食者也必须在继续追逐的同时做出即时相应的反应防止猎物逃脱。许多追击捕食者也会像伏击捕食者一样利用伪装悄悄靠近猎物，以便减少目标的反应空间并降低追逐时的难度和成本。常见的追击捕食者包括犬科动物、鬣狗、猎豹、狮子、猛禽、以及海洋哺乳动物（比如海豚、虎鲸、鳍足类中的海豹和海狮）和许多掠食性鱼类（比如尖嘴鱼和金枪鱼）。许多追击捕食者（比如狮子和狼）会结群捕猎，用团队配合驱赶猎物集群并孤立出较慢较弱的个体，以便增加捕猎的成功率。

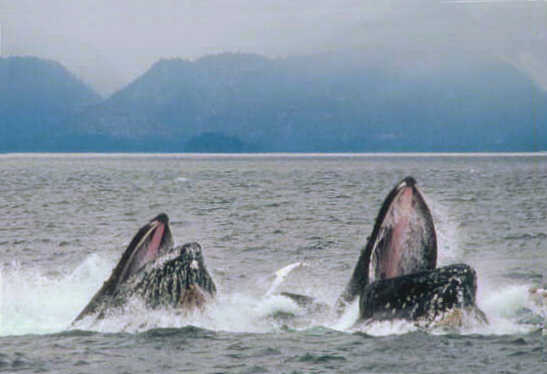
一对座头鲸惊醒冲刺式进食

有一种特殊的追击捕猎法是须鲸的冲刺式进食。这些大型海洋哺乳动物主要以浮游生物（特别是磷虾）为食，会根随浮游生物群的密度主动进行潜浮和游动，在追上目标后大张嘴连虾带水一同吞下，然后通过鲸须板将水滤出。

##### 耐力捕食

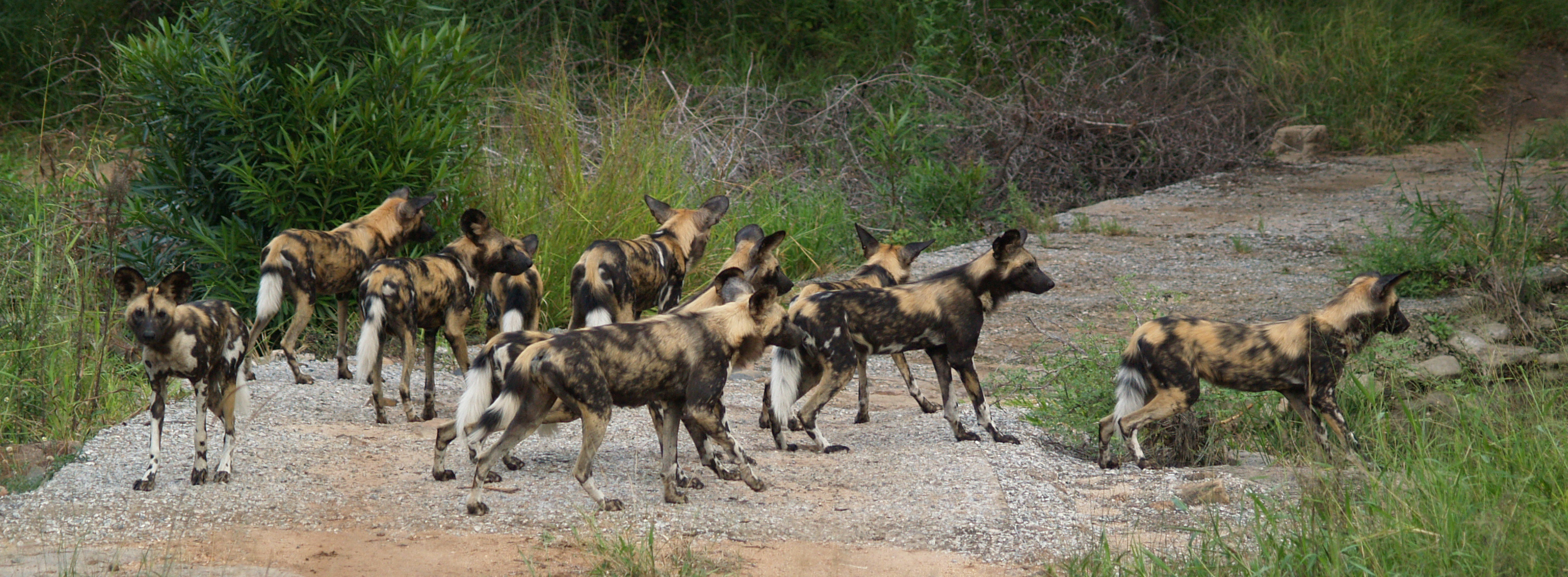
非洲野犬是一种用耐力追击的捕食者

另外一种比较特殊的追击捕猎方式是耐力捕猎——也称穷追捕猎，偏重于用长时间难以摆脱的跟踪骚扰让猎物无法休息，直至目标因为疲劳或高热丧失行动能力为止。使用这种捕猎法比较有名的动物包括史前人类（见耐力跑假说）和非洲野犬，其中非洲野犬常常能用中低速尾随数英里捕杀比自己体型大得多的猎物，捕食成功率超过60%甚至能达到90%，远高于体能远强于自己的狮子（27～30%）和鬣狗（25～30%），虽然经常会被后两者抢走猎物。

#### 蛋捕食
蛋捕食也称卵捕食或偷蛋，指动物主动寻找并食用其它卵生动物尚未孵化的卵/蛋内胚胎的行为，通常形式是捕食者在目标的繁殖季趁着成体动物不在场的情况下盗食留在巢穴或产卵地范围内没有任何保护的卵。因为每个卵都是一个尚处无移动能力的特定生命周期的动物个体，所以食卵可以算是一种乘虚而入的捕食行为。
食卵行为在动物界并不罕见，在节肢动物、鱼类、爬行类（特别是蛇类）、鸟类和哺乳类中都有存在，总体来说会降低受害物种的演化适应度。许多入侵物种造成的本地物种濒危也是通过食卵造成的。

### 依捕食機制分類
依據捕食者的食性範圍以及和獵物之間的互動關係，生態學家可以將捕食行為分成各種類型。此分類方式的焦點不在於捕食者的食物為何，而是在於捕食者取得食物的方法，以及捕食物種和獵物物種之間的互動性質。所要考慮的因素主要有兩項，第一項是捕食者與獵物在身體上的接近程度，舉例來說，獵物可能同時也是「寄主」；第二項是獵物是否會被捕食者直接殺害。下列四種捕食型態可視為連續系統，而非各自獨立。

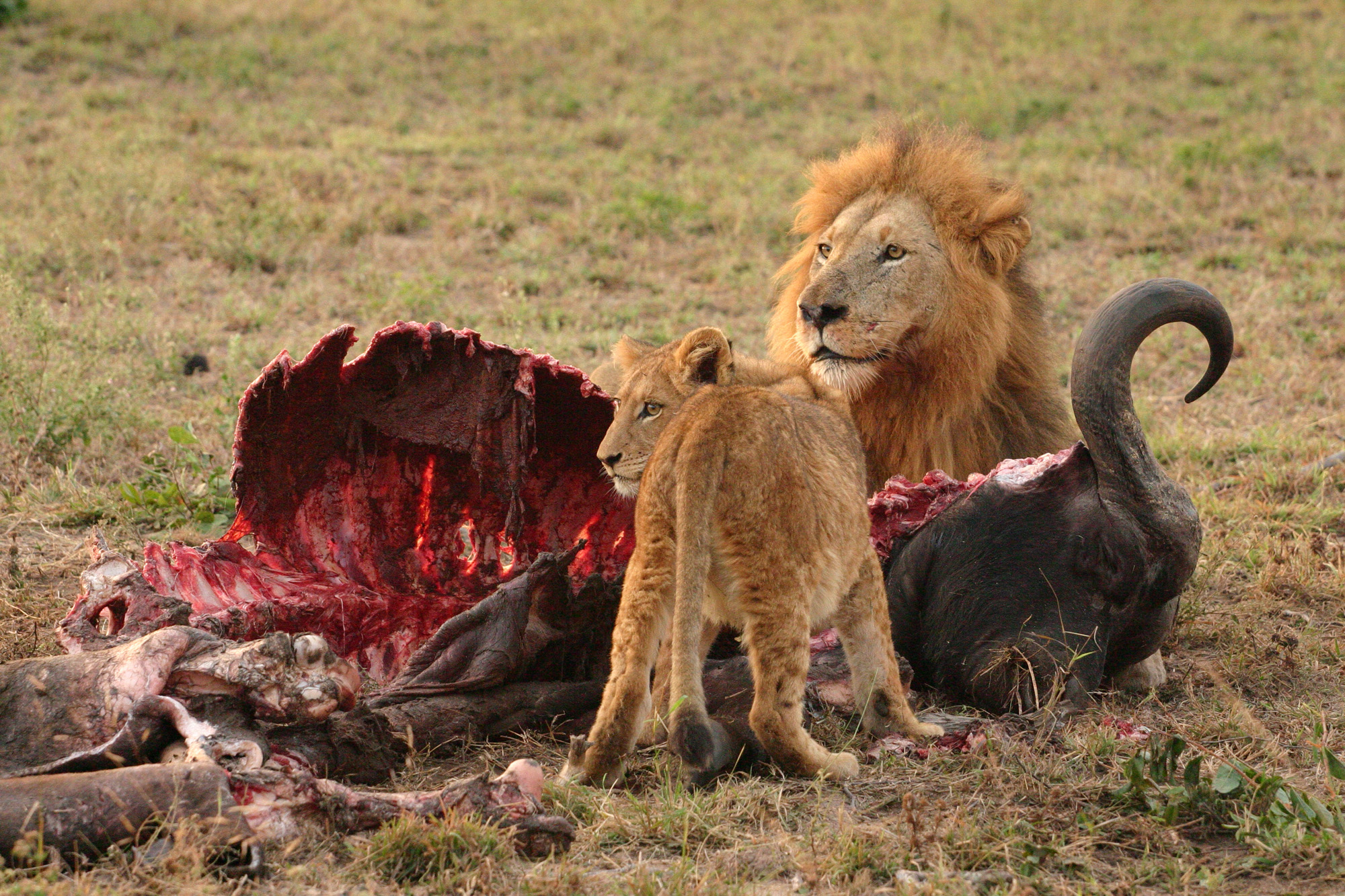
正在進食的獅子與幼獅，食物為非洲水牛。

#### 真捕食
真捕食者會殺死並吃掉其他生物個體，其中某些會殺害大型獵物，並且在進食前先將屍體肢解或嚼碎，例如鱷魚或獅子。其他則可能直接將整隻動物吃掉，例如瓶鼻海豚與許多蛇類。獵物可能會死在捕食者的嘴裡，但也可能死在消化系統中。例如鬚鯨所同時吃下的數百萬隻浮游生物，會在進入鬚鯨體內之後才逐漸死亡。真捕食者不一定會將獵物完全吃盡，例如某些捕食者可能無法消化骨骼。

#### 牧食
行牧食的個體也可能會殺死獵物，但較為少見。有些草食性生物如浮游動物，是以單細胞浮游植物為食，因此不可避免的會殺死自己的獵物。而其他大多數則只會吃掉植物的一小部分。牧食家畜可能會將某些草連根拔起，不過通常只是純粹將根以外的部位吃掉，使植物得以重新生長。大型褐藻是海底牧食者常吃的一類生物，但其葉狀物底部能夠重新生長，以對抗草食壓力。動物也可能遭受牧食，例如雌蚊可與其他動物短暫接觸，從中獲取供後代發育所需的蛋白質。此外，海星也能像植物一般重新長出失去的手臂。

#### 寄生
寄生者有時與牧食者難以區分，因為兩者的進食行為在許多方面類似，主要差異在於和獵物的接近程度。舉例而言，大象可能會在一天之內行走數公里的距離去覓食；而寄生性生物則只會停留在寄主身上，且在一生當中只擁有一位或幾位寄主。這種親近的生活方式也可稱為共生，但並非互利共生，因為寄生者會使寄主的生殖成就會顯著減少。寄生性生物大如寄生植物槲寄生，小則如體內寄生蟲霍亂弧菌。不過仍有某些物種與寄主的關係不是那麼密切，例如鱗翅目的幼蟲除了寄生於單一植物之外，也會吃掉附近許多植物。

#### 類寄生
類寄生是一種生活在寄主體內或身上，並直接以其為食，最後導致寄主死亡的生物。與寄生生物的相似性在於和寄主之間親近的共生關係。與上述兩類型類似，類寄生捕食者並不會立刻殺死寄主。但與寄生生物不同的地方是，類寄生生物的獵物將不可避免地死亡。例如一種自由生活的獨居動物黃蜂，會將卵下在其他物種如毛蟲身上。黃蜂幼蟲一開始只會對寄主造成些許傷害，但不久後就會侵蝕內部器官，直到摧毀神經系統，造成寄主的死亡(如冬蟲夏草)，之後這些幼年黃蜂會進入生命週期的下一階段。類寄生動物佔所有昆蟲中10%的物種，但主要限於膜翅目。

### 特化程度
許多捕食者特化成只獵捕單一物種的獵物，其他則可能會殺害並吃掉任何對象。特化的物種通常適應於獵取特定的獵物，而這些獵物也通常會特化成善於逃離這些捕食者，這種現象稱為“演化军备竞赛”，會使兩物種的族群得以維持平衡。有些捕食者特化成獵捕特定分類範圍的獵物，而不是只有單一物種。假如適合的目標稀少，牠們可能絕種或演化為食腐或草食動物。